# Liste der Kulturdenkmäler in Grafschaft (Rheinland)
In der Liste der Kulturdenkmäler in Grafschaft sind alle Kulturdenkmäler der rheinland-pfälzischen Ortsgemeinde Grafschaft mit den Ortsteilen Bengen, Birresdorf, Eckendorf, Gelsdorf, Holzweiler (mit Esch), Karweiler, Lantershofen, Leimersdorf (mit Niederich und Oeverich), Nierendorf, Ringen (mit Beller und Bölingen) und Vettelhoven aufgeführt. Im Ortsteil Holzweiler-Alteheck sind keine Kulturdenkmäler ausgewiesen. Grundlage ist die Denkmalliste des Landes Rheinland-Pfalz (Stand: 12. Juni 2023).

## Denkmalzonen
| Bezeichnung                     | Lage | Baujahr                        | Beschreibung | Bild                           |
| ------------------------------- | --- | ------------------------------ | --- | ------------------------------ |
| Denkmalzone Jüdischer Friedhof  | Gelsdorf, Burgstraße Lage | 18. Jahrhundert                | umzäuntes, im 18. Jahrhundert (?) angelegtes Areal; 13 Grabsteine und Grabsteinsockel, 1897 bis 1940 | weitere Bilder Fotos hochladen |
| Denkmalzone Wasserburg Gelsdorf | Gelsdorf, Burghof Lage | 1723                           | ehemals Kölner Lehen, heutige Anlage 1766 unter Konrad von Gruben errichtet; Herrenhaus: dreiflügeliger Backsteinbau, im Wappen bezeichnet 1723, Wassergraben; hufeisenförmige Vorburg mit Graben; zugehörig Garten und zugeschütteter Graben | weitere Bilder Fotos hochladen |
| Denkmalzone Ortskern Oeverich   | Leimersdorf-Oeverich, Alte Straße 3, 8, 10, 11, 13, 15, Beller Straße 3, Josefstraße 11, 16, 18, 19, 21, 23, Landskroner Straße 1–7 (ungerade Nummern), 11, 13, 17, 2–16 (gerade Nummern), Meckenheimer Straße 4, 6 Lage | 18. bis frühes 20. Jahrhundert | bauliche Strukturen vom 18. bis frühem 20. Jahrhundert erhalten | BW                             |
| Denkmalzone Ortskern Ringen     | Ringen, Ahrtalstraße 1, 3, 4, 5, 5a, 6, Heppinger Straße 1–13 (ungerade Nummern), 8, In den Gärten 11, 15, 17, Rheinbacher Straße 1–13 (ungerade Nummern) und 2–12 (gerade Nummern) Lage                                 |                                | Bereich um die katholische Kirche, der Kirche gegenüberliegende Bebauung entlang der Heppinger Straße, Gehöften beiderseits der Rheinbacher Straße und Bereich um beide Rathäuser                                                             | BW                             |

## Einzeldenkmäler
| Bezeichnung                                   | Lage                                                                                   | Baujahr                                       | Beschreibung | Bild                                    |
| --------------------------------------------- | -------------------------------------------------------------------------------------- | --------------------------------------------- | --- | --------------------------------------- |
| Wegekreuz                                     | Bengen, Auf dem Burgweg, Ecke Lindenstraße Lage                                        | 1772                                          | Wegekreuz, Arma Christi, bezeichnet 1772 | weitere Bilder Fotos hochladen          |
| Wohnhaus                                      | Bengen, Bogenstraße 5 Lage                                                             | 18. oder 19. Jahrhundert                      | Fachwerkhaus, 18. oder 19. Jahrhundert | weitere Bilder Fotos hochladen          |
| Katholische Pfarrkirche St. Lambertus         | Bengen, Kirchstraße Lage                                                               | 17. Jahrhundert                               | Saalbau, 1910, Turm im Kern aus dem 17. Jahrhundert, 1950 erhöht | weitere Bilder Fotos hochladen          |
| Grabkreuze und Friedhofskreuze                | Bengen, Kirchstraße, auf dem Friedhof Lage                                             | 18. und 19. Jahrhundert                       | 20 Grabkreuze, 18. Jahrhundert; neues Friedhofskreuz, um 1900; altes Friedhofskreuz, bezeichnet 1807                                                                                       | weitere Bilder Fotos hochladen          |
| Pfarrhaus                                     | Bengen, Kirchstraße 5 Lage                                                             | Mitte des 19. Jahrhunderts                    | ehemaliges Pfarrhaus; Fachwerkbau, Mitte des 19. Jahrhunderts | weitere Bilder Fotos hochladen          |
| Wegekreuz                                     | Bengen, Lindenstraße, vor Nr. 9 Lage                                                   | 1731                                          | Wegekreuz, Nischentyp, bezeichnet 1731 | weitere Bilder Fotos hochladen          |
| Katholische Kapelle St. Hubertus              | Birresdorf, Kirchgasse 2 Lage                                                          | Ende des 17. oder Anfang des 18. Jahrhunderts | Saalbau, Ende des 17. oder Anfang des 18. Jahrhunderts | Fotos hochladen                         |
| Wohnhaus                                      | Birresdorf, Talstraße 5 Lage                                                           | 18. oder 19. Jahrhundert                      | Fachwerkhaus, Ständerbau, 18. oder 19. Jahrhundert | BW                                      |
| Wegekreuz                                     | Birresdorf, am nördlichen Ortsausgang an der L 79 Lage                                 | 18. Jahrhundert                               | Wegekreuz, Nischentyp, 18. Jahrhundert, Kreuz aus dem 19. Jahrhundert, scharf restauriert                                                                                                  | BW                                      |
| Bildstock                                     | Birresdorf, nordöstlich des Ortes an der L 79; Flur Oben dem Marktweg Lage             | 19. Jahrhundert                               | Bildstock, 19. Jahrhundert | BW                                      |
| Hofanlage                                     | Eckendorf, Ginngasse 6 Lage                                                            | 19. Jahrhundert                               | Hofreite; Fachwerkhaus, 19. Jahrhundert | BW                                      |
| Hofanlage                                     | Eckendorf, Graf-Otto-Straße 19 Lage                                                    | 18. Jahrhundert                               | Hakenhof; Fachwerkhaus, teilweise massiv, 18. Jahrhundert | BW                                      |
| Wegekreuz                                     | Eckendorf, Graf-Otto-Straße, an Nr. 24 Lage                                            | 19. Jahrhundert                               | Wegekreuz, 19. Jahrhundert | BW                                      |
| Hofanlage                                     | Eckendorf, Scheidtstraße 6, 8, 8a Lage                                                 | 19. Jahrhundert                               | Hofanlage, 19. Jahrhundert; Putzbau, teilweise Fachwerk, Fachwerkhaus, teilweise massiv, Scheune, ehemalige Gaststätte, Nebengebäude                                                       | BW                                      |
| Relief                                        | Eckendorf, Scheidtstraße, Ecke Schulstraße Lage                                        |                                               | Kreuzigungsrelief, Stein, zerfallen; in der Stützmauer des Kirchhofs | BW                                      |
| Katholische Kirche St. Cosmas und Damian      | Eckendorf, Schulstraße 2 Lage                                                          | 1893                                          | Backsteinsaalbau, 1893; Gesamtanlage mit Kirchhof und zeitgleichem Pfarrhaus (Scheidtstraße 2, Backsteinbau)                                                                               | weitere Bilder Fotos hochladen          |
| Grabsteine                                    | Eckendorf, Schulstraße, bei Nr. 2 Lage                                                 | 18. Jahrhundert                               | 33 Grabsteine und -kreuze, 18. Jahrhundert | Fotos hochladen                         |
| Wegekreuz                                     | Eckendorf, nördlich des Ortes; Flur Unter dem Meckenheimer Weg Lage                    | 1717                                          | Wegekreuz, Nischentyp, bezeichnet 1717 | BW                                      |
| Schutzengelkreuz                              | Eckendorf, östlich des Ortes; Flur Schafsheide Lage                                    | 16. Jahrhundert                               | Steinkreuz, 16. Jahrhundert; an der Aachen-Frankfurter Heerstraße | BW                                      |
| Hofanlage                                     | Gelsdorf, Bonner Straße 23 Lage                                                        | 18. Jahrhundert                               | Hofreite, Fachwerkhaus, 18. Jahrhundert | weitere Bilder Fotos hochladen          |
| Wegestation                                   | Gelsdorf, Bonner Straße, an Nr. 35 Lage                                                | 18. oder 19. Jahrhundert                      | Wegestation, Nischentyp, 18. oder 19. Jahrhundert | BW                                      |
| Hofanlage                                     | Gelsdorf, Bonner Straße 51 Lage                                                        | 18. oder 19. Jahrhundert                      | Hofreite; Fachwerkhaus, 18. oder 19. Jahrhundert | weitere Bilder Fotos hochladen          |
| Hofanlage                                     | Gelsdorf, Bonner Straße 63 Lage                                                        | 19. Jahrhundert                               | Hofreite; Fachwerkhaus, 19. Jahrhundert | weitere Bilder Fotos hochladen          |
| Katholische Pfarrkirche St. Walburgis         | Gelsdorf, Burgstraße, Ecke Bonner Straße Lage                                          | 1738                                          | Saalbau, 1738, Westturm bezeichnet 1718, Sakristei von 1888; Gesamtanlage mit altem Friedhof                                                                                               | weitere Bilder Fotos hochladen          |
| Kreuze                                        | Gelsdorf, Burgstraße, auf dem alten Friedhof Lage                                      |                                               | diverse Kreuze und Kreuzfragmente etc. | weitere Bilder Fotos hochladen          |
| Wohnhaus                                      | Gelsdorf, Burgstraße 12 Lage                                                           | 18. Jahrhundert                               | Fachwerkhaus, teilweise massiv, 18. Jahrhundert | BW                                      |
| Fachwerkhaus                                  | Holzweiler, Vettelhovener Straße 82 Lage                                               | 18. Jahrhundert                               | Fachwerkhaus, teilweise massiv, Krüppelwalmdach, 18. Jahrhundert | BW                                      |
| Relief                                        | Holzweiler, Vettelhovener Straße, an Nr. 89 Lage                                       | 18. Jahrhundert                               | Sandsteinrelief, 18. Jahrhundert | BW                                      |
| Katholische Kirche St. Martin                 | Holzweiler, Zum Josefshäuschen 6 Lage                                                  | 1898                                          | dreischiffige Hallenkirche, 1898, Architekt Lambert von Fisenne | weitere Bilder Fotos hochladen          |
| Grabplatten und -kreuze                       | Holzweiler, Zum Josefshäuschen, bei Nr. 6 Lage                                         | 17. und 18. Jahrhundert                       | drei Grabplatten, wohl aus dem 17. oder 18. Jahrhundert; sechs Grabkreuze, 18. Jahrhundert                                                                                                 | Fotos hochladen                         |
| Relief                                        | Holzweiler, nördlich des Ortes an der K 34; Flur Unter dem Vettelhovener Kirchweg Lage | 1754                                          | in einem Heiligenhäuschen: Ölbergrelief, bezeichnet 1754 | BW                                      |
| Kapelle St. Joseph                            | Holzweiler, östlich des Ortes auf dem Alten Friedhof Lage                              | 19. Jahrhundert                               | Saalbau, 19. Jahrhundert | BW                                      |
| Katholische Kapelle St. Michael               | Holzweiler-Esch, Dernauer Straße 2 Lage                                                | 1933/34                                       | neubarocker Bruchsteinsaalbau, 1933/34 | weitere Bilder Fotos hochladen          |
| Hofanlage                                     | Holzweiler-Esch, Dernauer Straße 12 Lage                                               | 18. Jahrhundert                               | Hofreite; Fachwerkhaus, 18. Jahrhundert | Fotos hochladen                         |
| Wohnhaus                                      | Holzweiler-Esch, Dernauer Straße 13 Lage                                               | 19. Jahrhundert                               | Fachwerkhaus, teilweise verputzt, 19. Jahrhundert | BW                                      |
| Hofanlage                                     | Holzweiler-Esch, Erleheckstraße 5 Lage                                                 | 19. Jahrhundert                               | Gehöft; Fachwerkbauten, 19. Jahrhundert | BW                                      |
| Wegekreuz                                     | Holzweiler-Esch, Schönbergstraße, Ecke Oberescher Weg Lage                             | 1867                                          | Wegekreuz, Nischentyp, bezeichnet 1867 | BW                                      |
| Wegekreuz                                     | Holzweiler-Esch, nordöstlich des Ortes am Weg nach Gelsdorf                            | 18. Jahrhundert                               | Wegekreuz, kleines Basaltkreuz, 18. Jahrhundert | Direkt Bild zu diesem Denkmal hochladen |
| Heiligenhäuschen                              | Holzweiler-Esch, östlich des Ortes an der K 35; Flur Am Pützchen Lage                  | 18. Jahrhundert                               | Heiligenhäuschen mit Dreiecksgiebel über Pilastern, 18. Jahrhundert | BW                                      |
| Heiligenhäuschen                              | Holzweiler-Esch, östlich des Ortes; Flur Am Messeweg Lage                              | 18. oder 19. Jahrhundert                      | Heiligenhäuschen, darin Kruzifix, 18. oder 19. Jahrhundert | BW                                      |
| Hofanlage                                     | Karweiler, Bengener Straße 16 Lage                                                     | um 1800                                       | Hofreite; Fachwerkhaus, wohl um 1800, Aufstockung im 19. Jahrhundert | weitere Bilder Fotos hochladen          |
| Grabkreuz                                     | Karweiler, Bengener Straße, Ecke Ringener Straße Lage                                  | 19. Jahrhundert                               | Grabkreuz, 19. Jahrhundert | weitere Bilder Fotos hochladen          |
| Katholische Pfarrkirche St. Katharina         | Karweiler, Lantershofener Straße 3 Lage                                                | 1923/24                                       | dreischiffiger Bau, 1923/24, Architekt Peter Marx, Trier, Westturm bezeichnet 1783; außen eingelassen 30 Kreuze                                                                            | weitere Bilder Fotos hochladen          |
| Hofanlage                                     | Lantershofen, Brenner Straße 8 Lage                                                    | 18. oder 19. Jahrhundert                      | Hofreite; Fachwerkhaus, teilweise massiv, 18. oder 19. Jahrhundert | BW                                      |
| Hofanlage                                     | Lantershofen, Graf-Blankard-Straße 5 Lage                                              | 1833                                          | Hofreite; Fachwerkhaus, bezeichnet 1833, Putzbau mit Backofen/Brunnen (?) | BW                                      |
| Burg Lantershofen                             | Lantershofen, Graf-Blankard-Straße, zu Nr. 12–22 Lage                                  | Anfang des 18. Jahrhunderts                   | Breitgiebelhaus der Burg; abgewalmtes Mansarddach, Turm, im Kern wohl barock, Anfang des 18. Jahrhunderts, Freitreppe bezeichnet 1708                                                      | weitere Bilder Fotos hochladen          |
| Kapelle                                       | Lantershofen, Karweiler Straße, neben Nr. 42 Lage                                      |                                               | neugotische Kapelle mit dreiseitigem Schluss und Strebepfeilern | BW                                      |
| Hofanlage                                     | Lantershofen, Rheinstraße 2 Lage                                                       | 19. Jahrhundert                               | Fachwerk-Streckhof, teilweise massiv, 19. Jahrhundert | BW                                      |
| Wegekreuz                                     | Lantershofen, Rheinstraße, bei Nr. 17 Lage                                             | 1727                                          | Wegekreuz, Nischentyp, bezeichnet 1727 | BW                                      |
| Wohnhaus                                      | Lantershofen, Schmittstraße, zu Nr. 4 Lage                                             | 18. Jahrhundert                               | Fachwerkhaus, 18. Jahrhundert | BW                                      |
| Wegekreuz                                     | Lantershofen, westlich des Ortes; Flur Krumme Hülle Lage                               | 1724                                          | Kreuzfragment, Nischentyp, bezeichnet 1724 | BW                                      |
| Wegekreuz                                     | Leimersdorf, Bartholomäusweg, Ecke Grubenstraße Lage                                   | 1720                                          | Wegekreuz, Nischentyp, bezeichnet 1720 | weitere Bilder Fotos hochladen          |
| Wegekreuz                                     | Leimersdorf, Landskroner Straße, bei Nr. 104 Lage                                      | 1881                                          | Wegekreuz, neubarock, bezeichnet 1881 | weitere Bilder Fotos hochladen          |
| Katholische Kirche St. Stephan                | Leimersdorf, Stefanstraße 5 Lage                                                       | 1729                                          | barocker Saalbau, 1729, Erweiterung 1908; Gesamtanlage mit altem Friedhof | weitere Bilder Fotos hochladen          |
| Grabkreuze und Friedhofskreuz                 | Leimersdorf, Stefanstraße, bei Nr. 5 auf dem alten Friedhof Lage                       |                                               | 40 Grabkreuze und Friedhofskreuz | Fotos hochladen                         |
| Wegekreuz                                     | Leimersdorf, östlich des Ortes an der L 80; Flur An der Kirche Lage                    | 1721                                          | Wegekreuz, Nischentyp, bezeichnet 1721 | weitere Bilder Fotos hochladen          |
| Kreuz                                         | Leimersdorf-Niederich, südöstlich des Ortes an der L 79; Flur Im Weiher Lage           | 1852                                          | Kreuz, bezeichnet 1852; Altarblock mit kreuztragendem Christus, wohl aus dem 20. Jahrhundert                                                                                               | weitere Bilder Fotos hochladen          |
| Katholische Kirche St. Urban                  | Leimersdorf-Oeverich, Beller Straße 22 Lage                                            | 1933/36                                       | Saalbau von 1933/36, mit Resten des Vorgängerbaus | weitere Bilder Fotos hochladen          |
| Hofanlage                                     | Leimersdorf-Oeverich, Josefstraße 16 Lage                                              | 18. Jahrhundert                               | Hofreite; Fachwerkhaus, 18. Jahrhundert; bauliche Gesamtanlage | weitere Bilder Fotos hochladen          |
| Hofanlage                                     | Leimersdorf-Oeverich, Josefstraße 21 Lage                                              | Anfang des 19. Jahrhunderts                   | Hofreite; Fachwerkhaus, Anfang des 19. Jahrhunderts | weitere Bilder Fotos hochladen          |
| Hofanlage                                     | Leimersdorf-Oeverich, Josefstraße 23 Lage                                              | 1840                                          | Hofreite; Fachwerkhaus, bezeichnet 1840 | weitere Bilder Fotos hochladen          |
| Hofanlage                                     | Leimersdorf-Oeverich, Landskroner Straße 3 Lage                                        | 19. Jahrhundert                               | Hofreite; Fachwerkhaus, 19. Jahrhundert | weitere Bilder Fotos hochladen          |
| Wohnhaus                                      | Leimersdorf-Oeverich, Landskroner Straße 4 Lage                                        | 19. Jahrhundert                               | Fachwerkhaus mit Backofen, 19. Jahrhundert; Gesamtanlage | Fotos hochladen                         |
| Brunnen                                       | Leimersdorf-Oeverich, Landskroner Straße, vor Nr. 10 Lage                              | 19. Jahrhundert                               | Schwengelpumpe, Gusseisen, 19. Jahrhundert | weitere Bilder Fotos hochladen          |
| Wohnhaus                                      | Leimersdorf-Oeverich, Landskroner Straße 17 Lage                                       | 19. Jahrhundert                               | Fachwerkhaus, 19. Jahrhundert | Fotos hochladen                         |
| Hofanlage                                     | Leimersdorf-Oeverich, Landskroner Straße 31 Lage                                       | Anfang des 19. Jahrhunderts                   | Hofreite; Fachwerkhaus, Anfang des 19. Jahrhunderts | Fotos hochladen                         |
| Wegekapelle                                   | Leimersdorf-Oeverich, östlich des Ortes an der L 79; Flur Auf den Gärten Lage          | um 1900                                       | Backsteinbau, um 1900 | weitere Bilder Fotos hochladen          |
| Hofanlage                                     | Nierendorf, An den Linden 2 Lage                                                       | 18. Jahrhundert                               | Hakenhof; Fachwerkhaus, Krüppelwalmdach, 18. Jahrhundert | BW                                      |
| Wegekreuz                                     | Nierendorf, Feldstraße, bei Nr. 18 Lage                                                | 18. Jahrhundert                               | Wegekreuz, Nischentyp, Arma Christi, 18. Jahrhundert | weitere Bilder Fotos hochladen          |
| Wohnhaus                                      | Nierendorf, Franz-Ellerbrockstraße 1 Lage                                              | 18. Jahrhundert                               | Fachwerkhaus, Ständerbau, 18. Jahrhundert | weitere Bilder Fotos hochladen          |
| Wegekreuz                                     | Nierendorf, Franz-Ellerbockstraße, bei Nr. 5 Lage                                      | 1704                                          | Wegekreuz, Engelskopf, bezeichnet 1704 | weitere Bilder Fotos hochladen          |
| Wohnhaus                                      | Nierendorf, Franz-Ellerbrockstraße 7 Lage                                              | 1822                                          | Fachwerkhaus, abgewalmtes Mansarddach, bezeichnet 1822 | weitere Bilder Fotos hochladen          |
| Wegekreuz                                     | Nierendorf, Franz-Ellerbrockstraße, gegenüber Nr. 22 Lage                              | 1730                                          | Wegekreuz, Nischentyp, bezeichnet 1730 | weitere Bilder Fotos hochladen          |
| Katholische Pfarrkirche St. Peter und Vinzenz | Nierendorf, Johannes-Häbler-Straße 2 Lage                                              | 1898                                          | neugotischer Backsteinsaalbau, 1898, Architekt A. Becker, Bonn | weitere Bilder Fotos hochladen          |
| Grabkreuze                                    | Nierendorf, Johannes-Häbler-Straße, bei Nr. 2 auf dem Kirchhof Lage                    | ab 1713                                       | drei barocke Grabkreuze, bezeichnet 1713 und 1727 | Fotos hochladen                         |
| Hofanlage                                     | Nierendorf, Johannes-Häbler-Straße 4 Lage                                              | 18. Jahrhundert                               | Hofreite; Fachwerkhaus, Mansarddach, 18. Jahrhundert | weitere Bilder Fotos hochladen          |
| Wegekreuz                                     | Nierendorf, Johannes-Häbler-Straße, Ecke Kastanienstraße Lage                          | 1753                                          | Wegekreuz, Nischentyp, bezeichnet 1753 | weitere Bilder Fotos hochladen          |
| Rathaus                                       | Ringen, Ahrtalstraße 5 Lage                                                            | 1883                                          | lisenengegliederter Backsteinbau, bezeichnet 1883 | weitere Bilder Fotos hochladen          |
| Katholische Pfarrkirche St. Dionysius         | Ringen, Heppinger Straße 8 Lage                                                        | 1773                                          | Westturm bezeichnet 1773, neugotischer Backsteinsaalbau, 1896, Architekt Clemens Pickel, Düsseldorf                                                                                        | weitere Bilder Fotos hochladen          |
| Hofanlage                                     | Ringen, Heppinger Straße 9 Lage                                                        | 18. Jahrhundert                               | Hofreite; Fachwerkhaus, wohl noch aus dem 18. Jahrhundert | weitere Bilder Fotos hochladen          |
| Wegekreuz                                     | Ringen, Heppinger Straße, bei Nr. 27 Lage                                              | 1854                                          | Wegekreuz, neugotisch, bezeichnet 1854 | weitere Bilder Fotos hochladen          |
| Grabkreuz                                     | Ringen, Heppinger Straße, gegenüber Nr. 33 Lage                                        | 1774                                          | Grabkreuz von 1774 | weitere Bilder Fotos hochladen          |
| Hofanlage                                     | Ringen, Rheinbacher Straße 4 Lage                                                      | 18. Jahrhundert                               | Hofreite, wohl aus dem 18. Jahrhundert | weitere Bilder Fotos hochladen          |
| Hofanlage                                     | Ringen, Rheinbacher Straße 30 Lage                                                     | 19. Jahrhundert                               | Hofreite; Fachwerkhaus, Walmdach, wohl aus dem 19. Jahrhundert | BW                                      |
| Hofanlage                                     | Ringen-Beller, Heppinger Straße 70 Lage                                                | Ende des 19. Jahrhunderts                     | Hofreite; Backsteinbau, wohl gegen Ende des 19. Jahrhunderts | weitere Bilder Fotos hochladen          |
| Wegekreuz                                     | Ringen-Beller, Heppinger Straße, bei Nr. 77 Lage                                       | 18. Jahrhundert                               | Wegekreuz, Nischentyp, 18. Jahrhundert | weitere Bilder Fotos hochladen          |
| Katholische Kapelle St. Joseph                | Ringen-Beller, Kleegartenstraße 2 Lage                                                 | 1869                                          | Backsteinsaalbau, 1869 | weitere Bilder Fotos hochladen          |
| Hofanlage                                     | Ringen-Bölingen, Rheinbacher Straße 149, Wiesenweg 4 Lage                              | 1723                                          | Hofreite, „fränkische Hofanlage“; Fachwerkhaus mit Stallungen und Scheune, bezeichnet 1723, Anbau am Wohnhaus 1793                                                                         | Fotos hochladen                         |
| Hofanlage                                     | Ringen-Bölingen, Rheinbacher Straße 154 Lage                                           | 18. Jahrhundert                               | Hofreite; Fachwerkhaus, 18. Jahrhundert | Fotos hochladen                         |
| Wegekreuz                                     | Ringen-Bölingen, Rheinbacher Straße, Ecke Im Kreuzerfeld Lage                          | 18. Jahrhundert                               | Wegekreuz, Nischentyp, wohl aus dem 18. Jahrhundert | Fotos hochladen                         |
| Wegekreuz                                     | Ringen-Bölingen, südlich des Ortes an der Zufahrt zum Assbacher Hof Lage               | 1733                                          | Wegekreuz, Nischentyp, bezeichnet 1733 | Fotos hochladen                         |
| Schloss Vettelhoven                           | Vettelhoven, Escher Straße 20, 22, Altbachstraße 9, 11 Lage                            | 1890                                          | quadratischer Bruchsteinbau mit Eckturm, Neurenaissance, bezeichnet 1890; umgebender Park; Gesamtanlage                                                                                    | Fotos hochladen                         |
| Wohnhaus                                      | Vettelhoven, Escher Straße 22 Lage                                                     | um 1900                                       | späthistoristisches Fachwerkhaus, teilweise massiv, um 1900 | BW                                      |
| Kreuz                                         | Vettelhoven, Mittelstraße Lage                                                         | 19. Jahrhundert                               | neugotisches Kreuz, 19. Jahrhundert | weitere Bilder Fotos hochladen          |
| Burg Vettelhoven                              | Vettelhoven, Mittelstraße 5, 7, 9, Escher Straße 16, 16b, Altbachstraße 1, 3, 5 Lage   | 15. Jahrhundert                               | Burghaus mit Eckrundturm (15. Jahrhundert) und spätgotischen Portalöffnungen; Verwalterhaus (Mitte des 19. Jahrhunderts) mit Turm, landwirtschaftliche Nebengebäude; bauliche Gesamtanlage | BW                                      |
| Hofanlage                                     | Vettelhoven, Schildchenstraße 15/17 Lage                                               | 19. Jahrhundert                               | vierflügeliges Hofgut, 19. Jahrhundert; Putzbau, teilweise Fachwerk; Ökonomiebauten, teilweise Fachwerk (Ständerbauten), teilweise Backstein                                               | Fotos hochladen                         |
| Katholische Kapelle Zum Heiligen Kreuz        | Vettelhoven, Schildchenstraße 21 Lage                                                  | 1906                                          | Bruchsteinsaalbau, 1906, Architekt Johann Adam Rüppel | weitere Bilder Fotos hochladen          |

## Ehemalige Kulturdenkmäler
| Bezeichnung | Lage                                                | Baujahr         | Beschreibung                                                                           | Bild |
| ----------- | --------------------------------------------------- | --------------- | -------------------------------------------------------------------------------------- | ---- |
| Kapelle     | Lantershofen, Schmittstraße, Ecke Gartenstraße Lage | 19. Jahrhundert | neugotischer Saalbau; aus Denkmalliste gelöscht                                        | BW   |
| Wohnhaus    | Lantershofen, Winzerstraße 34 Lage                  | 1648            | Fachwerkhaus, bezeichnet 1648, eher aus dem 18. Jahrhundert; aus Denkmalliste gelöscht | BW   |